# Râul Străjești
Râul Străjești este un afluent al râului Pogăniș. 

## Hărți
- Harta Județului Caraș-Severin